# Anne Isabella Byron
Anne Isabella Noel Byron, 11:e baronessan Wentworth och baronessan Byron, född 17 maj 1792 i London, död 16 maj 1860 i London, var gift med poeten George Gordon Byron, 6:e baron Byron, och mor till matematikern Ada, grevinnan Lovelace, mecenat och medarbetare till matematikern Charles Babbage.

## Namn
Anne Isabella Byrons namnhistorik var ovanligt komplicerad. Hon föddes i London som Anne Isabella Milbanke som det enda barnet till Sir Ralph Milbanke, 6:e baronet Milbanke, och hans fru  Lady Judith  Milbanke, syster till Thomas Noel, 2:e viscount Wentworth Thomas Noel, Lord Wentworth. När Lord Wentworth dog några månader efter Anne Isabellas äktenskap med Lord Byron, ändrade hennes far, som fått en stor del av arvet, sitt namn till Sir Ralph Noel. När hennes mor dog, ändrade paret Byron också sitt efternamn till Noel. Detta var ett villkor för arvet. Hennes mor hade skrivit ett brev till prinsregenten och yrkat på att han skulle göra hennes dotter till Lady Wentworth så att hennes föräldrar inte skulle behöva kalla henne Byron.
Så hon var först Anne Isabella, baronessan Byron eller Lady Byron och sedan Anne Isabella Noel, baronessan Byron. Hennes morbror hade varit både viscount och baron Wentworth, vilka titlar sedan har gått i arv annorlunda: viscounttiteln dog ut, och baroniet låg nere eftersom man inte kunde avgöra om hennes mor Lady Milbanke eller hennes kusin Nathaniel Curzon, 3:e baron Scarsdale skulle ärva. När Curzon avled utan arvingar 1856, blev baronessan Byron baronessan Wentworth men hon använde inte titeln. Hon undertecknade sina brev AI Noel Byron och sitt testamente som baronessan Noel-Byron. Hon kallades allmänt för Lady Byron, och hennes vänner kallade henne vid smeknamnet Annabella.

## Ungdom

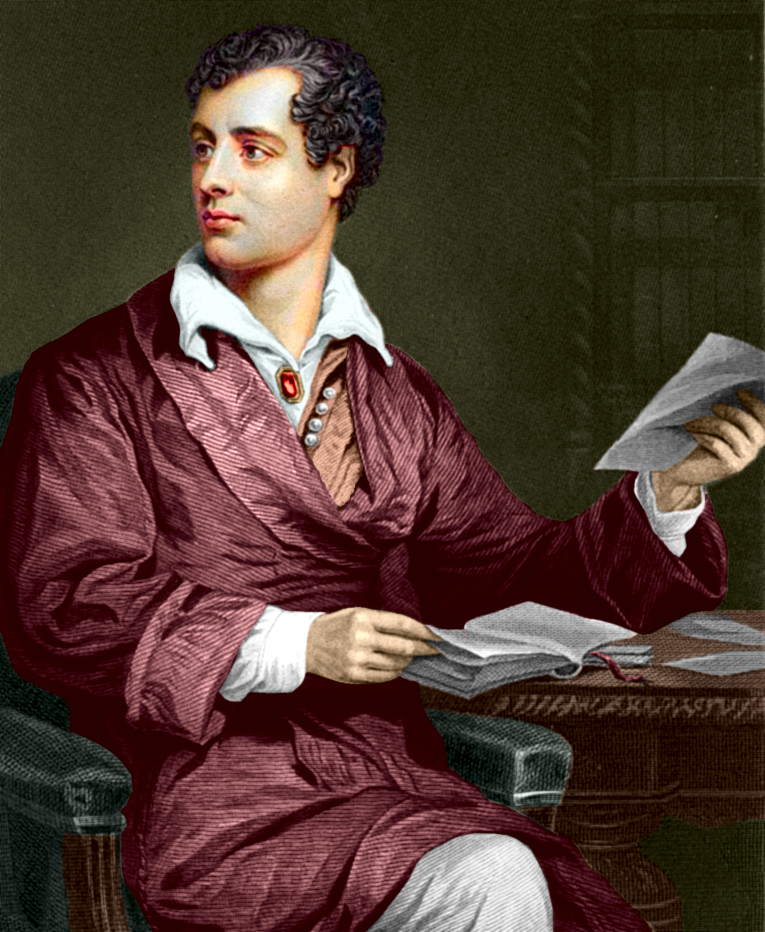
Lord Byron

Anna Isabella var ett begåvat barn. För att utveckla hennes uppenbara intelligens anställde hennes föräldrar som lärare en pensionerad professor från Cambridge University vid namn William Frend. Under hans ledning fick Annabella en utbildning som var mycket lik en Cambridgestudents, hennes studier omfattade klassisk litteratur, filosofi, naturvetenskap och matematik, som hon var särskilt förtjust i. Denna fascination ledde hennes make Lord Byron till att kalla henne prinsessan av parallellogrammer.
Anne Isabella utvecklades till en stel, religiös kvinna med sträng moral. Hon kände till sitt starka intellekt och skämdes inte för att visa det i sitt umgänge. Ofta beskriven som känslolös och pryd, verkade hon inte vara ett troligt parti för mannen som skulle bli hennes slutgiltiga besatthet, den dramatiskt mörke och moraliskt brutne poeten Lord Byron. Deras första möte inträffade i mars 1812. Hon sade senare till sin mor att om hon inte skulle våga presentera sig för Byron, skulle hon naturligtvis accepterat en presentation om det hade erbjudits.
Även om Byrons popularitet var stigande efter framgången med hans verk Childe Harold's Pilgrimage, avvisade Annabella hans uppmärksamhet. Försmådd trängtade Byron efter henne och i oktober 1812 friade han. Som svar skrev Annabella en sammanfattning av hans karaktär och tre dagar senare avvisade hon hans frieri. Emellertid plågades de av ett bestående intresse för varandra.
I augusti 1813 kontaktade hon Byron skriftligt för första gången. Breven fortsatte nästa år, en del av dem gav uppmuntran och stöd i tider när åsikterna om honom var negativa, medan andra beskriver hennes ofullkomliga dragning som hon kände för honom. Under denna tid accepterade han en inbjudan från Sir Ralph Milbanke att besöka Seaham Hall, familjens hem i grevskapet Durham.

## Äktenskap

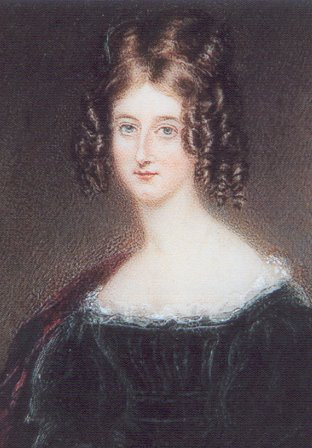
Augusta Leigh

När Lord Byron friade en andra gång till miss Milbanke i september 1814, accepterade hon. Paret gifte sig privat och genom särskild licens på Seaham Hall i grevskapet Durham den 2 januari 1815 (gudstjänstförrättare var hennes oäkta kusin, pastor Thomas Noel av Kirkby Mallory, son till hennes morbror, viscount Wentworth.) Paret bodde på Piccadilly Terrace i London.
Byron befann sig då i ett extremt finansiellt trångmål. Han avvisade betalningar som erbjöds för hans skrivna verk, eftersom han trodde att beloppen var otillräckliga. Han hade svårt att sälja sina egendomar på Newstead Abbey och Rochdale för att klara sin skuld. Under sommaren 1815 började han att släppa lös sin vrede och fientlighet på sin hustru. Hans humör var dåligt och han började dricka för mycket. I ett brev till sin halvsyster Augusta Leigh skrev han om sina misstankar att hans hustru hade brutit upp låset till hans skrivbord och sökt igenom det. Senare under året började hans affär med Susan Boyce, en körflicka från London.
Lady Byron blev alltmer upprörd. I ett sent stadium av sin graviditet fruktade hon att Byron kunde ha blivit galen. I november 1815 skrev hon till Augusta Leigh och berättade för henne om Byrons humör och beteende. Som svar på sin svägerskas brev reste Leigh till Byrons hem för att hjälpa till. Vid sin ankomst blev hon föremål för Byrons vrede och trodde honom vara tillfälligt galen. Den 10 december födde lady Byron parets enda barn, en dotter som de döpte till Ada. Byrons förtvivlan tycktes öka.

## Separation
I januari 1816 föreslog Byron att de skulle sälja huset på Piccadilly Terrace, eftersom paret hade passerat sin första bröllopsdag. Han rekommenderade att Lady Byron skulle ta Ada till hennes föräldrars hem och bo där tillfälligt tills han hade fått bättre finanser. I misstro sökte Annabella medicinsk rådgivning eftersom hon hade blivit övertygad om att hennes man hade blivit galen. Hon bjöd in en läkare till deras hem för att bedöma Byron. Byron var ovetande om det verkliga syftet med besöket. Läkaren rekommenderade henne att göra som Byron begärt och flytta till sina föräldrars egendom.
Lady Byron började göra en detaljerad dokumentation av Byrons beteende, humör och tal. Hon kontaktade sin advokat och vän John Hanson och berättade för honom om sin oro för att Byron skulle ta sitt liv. Hon gav också Hanson en pamflett om hydrocefalus och föreslog att Byron kunde lida av denna åkomma. Efter detta samtal tog Lady Byron Ada och reste till sina föräldrars bostad i Kirkby Mallory i Leicestershire. Hon ville inte träffa Byron fler gånger.

## Senare i livet
Under sin första månad i Kirkby Mallory skrev Lady Byron kärleksfullt till Byron och kallade honom "käraste Duck". Hennes mamma skrev till honom och bad honom att komma till deras hem. Men hennes omsorg om Lady Byron blev snart avgörande, och hennes föräldrar sökte juridisk rådgivning. Deras advokat rekommenderade en hemskillnad och skickade ett brev om förslag om separation till Byron. Hans halvsyster Augusta, som stannat kvar hos Byron på Piccadilly Terrace sedan hustruns flytt fångade upp brevet, eftersom hon fruktade att Byron skulle ta sitt liv om han fick reda på det. Hon returnerade brevet till Kirkby Mallory och meddelade sin åsikt att frågan om paret Byrons äktenskap borde tas i bättre övervägande borde. En vecka senare skickade en budbärare Byron förslaget igen.

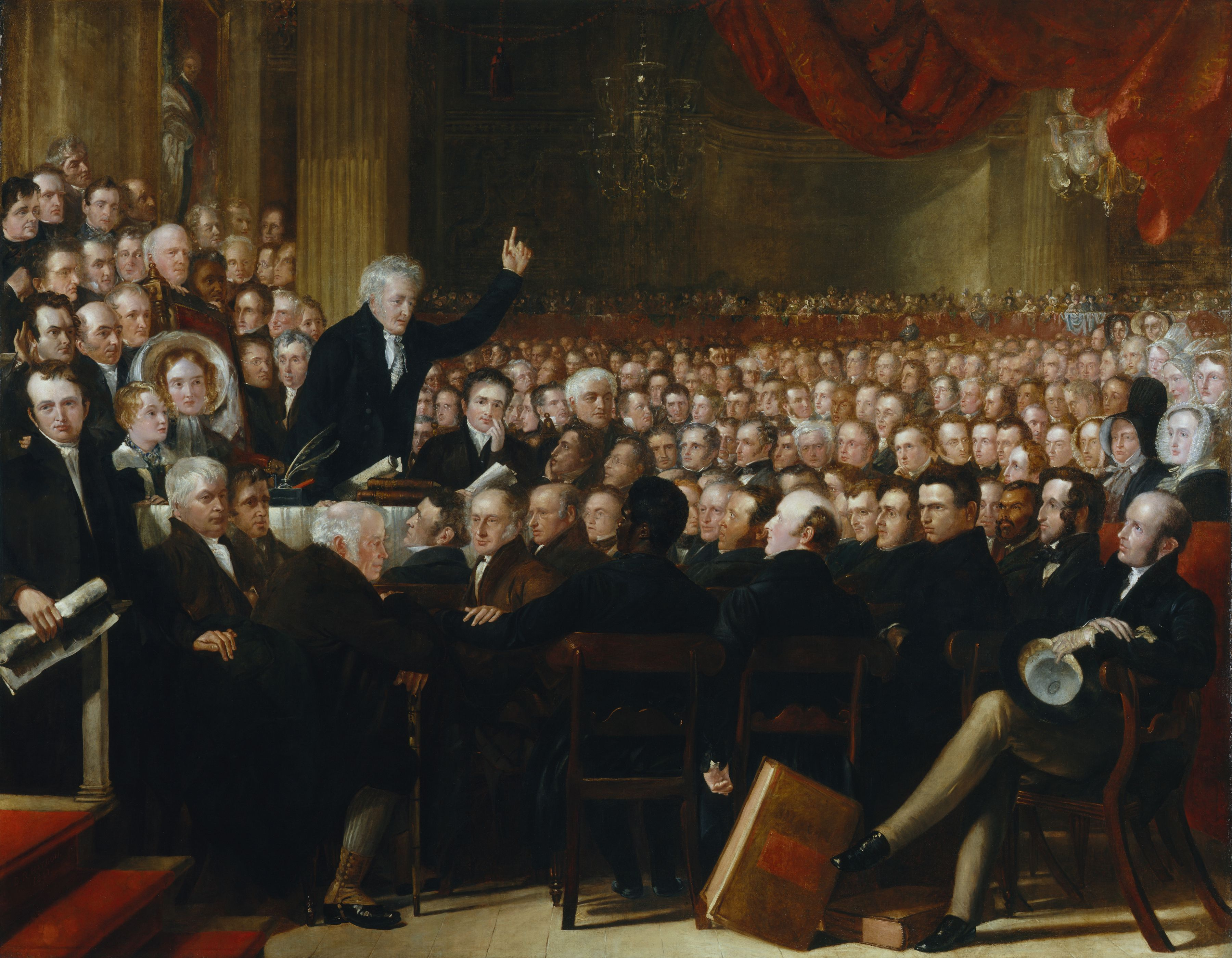
Lady Byron är längst till höger i målningen av 1840 års World Anti-Slavery Convention. Gå till engelska Wikipedia och flytta markören för att identifiera henne eller klicka på ikonen för att förstora.

Den här gången nådde brevet honom men han vägrade att tro att Lady Byron inte längre ville vara gift med honom. Han bad Augusta att skriva till henne, dessutom vägrade han att upplösa sitt äktenskap. En kort stund senare, när Lady Byron klargjorde sina misstankar om att Byron hade ett incestuöst förhållande med sin halvsyster Augusta ändrade han sig. Han gick med på att bevilja lady Byrons begäran om hon bevisat att ansökan om hemskillnad verkligen var hennes och inte hennes föräldrars. Som svar meddelade Lady Byron personligen sina känslor till Augusta Leigh. Byron höll sitt ord och deras separation avgjordes i en privat uppgörelse i mars 1816.
Efter uppgörelsen skrev Leigh till Lady Byron; den senares advokat svarade på det privata brevet. Byron var rasande över en sådan kallsinnig behandling av hans halvsyster. Strax efter upplösningen av sitt äktenskap lämnade han England och levde resten av sina dagar utomlands.
Fast hon ville skiljas från Byron, jagades Lady Byron av tankar på honom fram till sin död. Hon hade ansträngt sig för att rädda hans själ och säkra honom en plats i himlen. Under åren efter deras separation kom hon att tro att den tid hon tillbringat med Byron garanterade att han skulle uppleva Guds omfamning efter hans död. Hon behöll hans brev, kopior av sina egna till honom, och brev om honom. Hon dokumenterade noggrant deras förhållande, antagligen som förberedelse för varje utmaning om Byron hade begärt om vårdnad av Ada.
Lord Byron gjorde aldrig någon ansökan om vårdnaden av sin dotter, men han bad att få träffa dem båda kort före sin död i Grekland den 19 april 1824. Lady Byron var tillfredsställd över hans sista gest. Hennes besatthet av Byron tog inte slut med hans död. Till slut var det hennes relation med Byron som tog över hennes liv, även om hon engagerade sig i samhälleliga frågor, såsom fängelsereformen och slaveriets avskaffande. Vid främjandet av det senare deltog baronessan Byron i 1840 års World Anti-Slavery Conference, där hon var en av de få kvinnor som ingick i dess minnestavla.

## Dotter
När Ada växte fruktade Lady Byron att hon kunde ärva Byrons beteenden och mörka sinnesstämningar. Hon skolade Ada i naturvetenskap och matematik och uppmuntrade inte till litteraturstudier. Även om hon gjorde stora ansträngningar, kändes det till slut förgäves. Ada gav uttryck för många av hennes fars rebelliska egenskaper.
Ada gifte sig vid nitton års ålder, fick tre barn och skaffade sig stora spelskulder innan hon dog av cancer den 27 november 1852. Lady Byron var närvarande vid sin dotters dödsbädd, där hon vägrade henne opiater, med motiveringen att de skulle grumla hennes tankar för mycket för ånger av sina synder. Ada var trettiosex år gammal när hon dog, precis som Byron hade varit.

## Död
Lady Byron dog i bröstcancer den 16 maj 1860, dagen före sin 68-årsdag. Hon begravdes i Kensal Green Cemetery vid Kensal Green i London. Innan sin död delade hon historien om sitt äktenskap med Byron med Harriet Beecher Stowe, som publicerade berättelsen 1869. Med publikationen förstörde hon nästan lord Byrons rykte. Det var första gången någon hade offentliggjort misstankar om ett incestuöst förhållande mellan Byron och hans halvsyster.
Lady Byrons baroni övertogs av hennes barnbarn Byron King-Noel, viscount Ockham.